# هرمان بوم
هرمان بوم (بالألمانية: Hermann Böhm)‏ هو متسابق دراجات نارية ألماني، ولد في 14 مايو 1916 في نورنبرغ في ألمانيا، وتوفي بنفس المكان في 22 فبراير 1983.